# Marie Ekorre
Eva Marie Ekorre, född 11 december 1952 i Ludvika, är en svensk skådespelare och fotomodell.

## Filmografi (urval)
- 1971 – Lockfågeln
- 1972 – Mannen som slutade röka
- 1973 – Utan trosor i Tyrolen
- 1973 – Stenansiktet
- 1973 – Smutsiga fingrar
- 1973 – Baksmälla
- 1974 – En handfull kärlek
- 1974 – Nyckelhålet
- 1974 – Jorden runt med Fanny Hill
- 1976 – I lust och nöd
- 1976 – Was treibt die Maus im Badehaus?

### Fotnoter
1. ↑  ”Marie Ekorre”. Svensk Filmdatabas. http://sfi.se/sv/svensk-filmdatabas/Item/?type=PERSON&itemid=70521&ref=%2ftemplates%2fSwedishFilmSearchResult.aspx%3fid%3d1225%26epslanguage%3dsv%26searchword%3dMarie+Ekorre%26type%3dPerson%26match%3dBegin%26page%3d1%26prom%3dFalse. Läst 26 augusti 2012.